# Judenburg
Judenburg é uma cidade austríaca do land da Estíria situada nas margens o rio Mur. É um centro industrial e comercial.
O emblema da cidade representa a cabeça de uma judeu com chapéu pontiagudo, que durante a Idade Média  era um símbolo de reconhecimento dos comerciantes judeus.

## Geografia

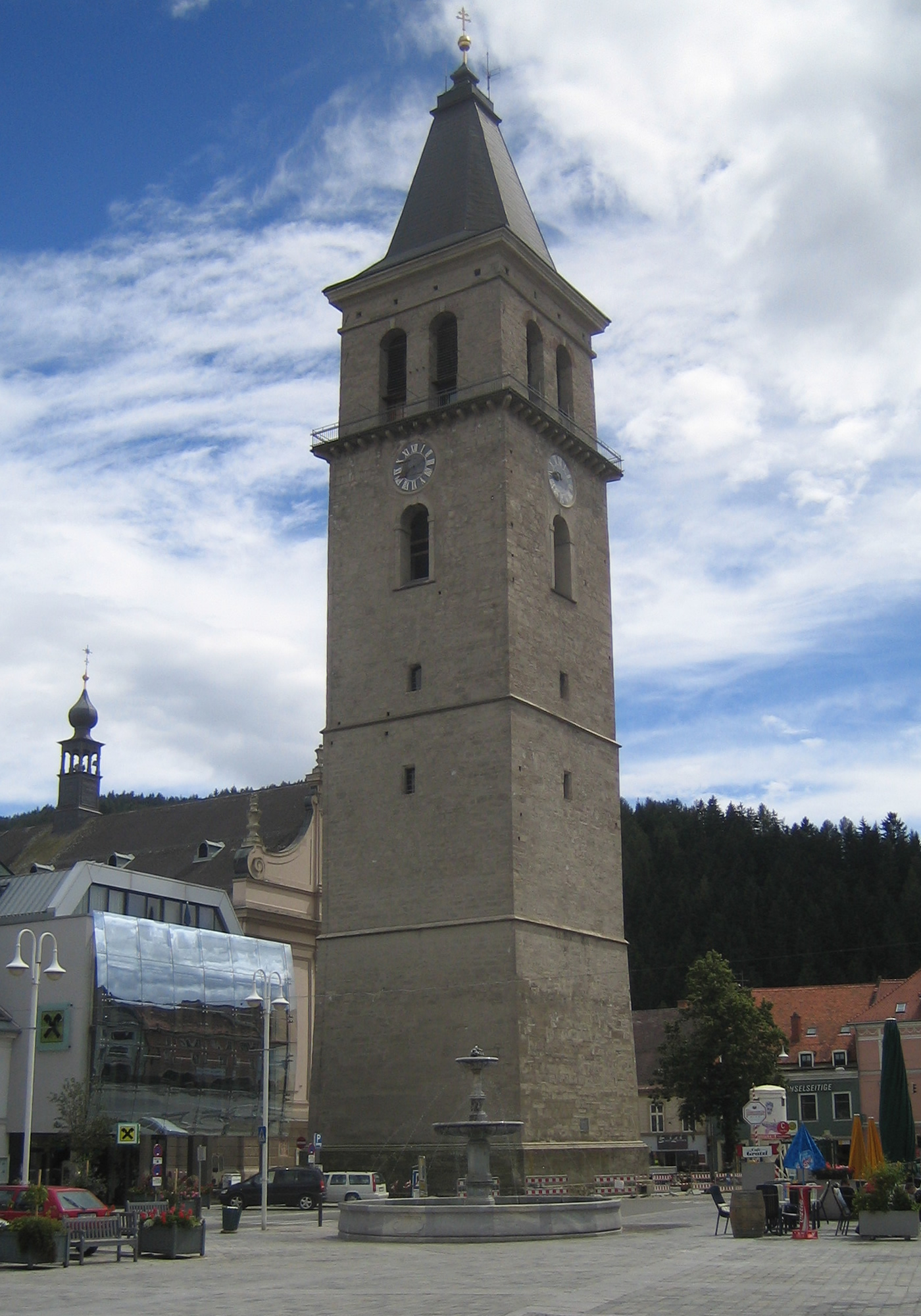
Torre da igreja da cidade de Judenburg.

Judenburg fica situada numa altitude de 737 metros e faz fronteira com ase seguintes comunas: 
- Fohnsdorf
- Maria Buch-Feistritz
- Reifling
- Oberweg
- Sankt Peter ob Judenburg
- Pöls

## História
A primeira menção a Judinburch data do ano de 1074. Os comerciantes judeus representavam então um papel importante no comércio transalpino, e fundaram vários locais comerciais na região.  Em 1224, Judenburg obteve o direito de cidade e crê-se que por volta dos séculos XIII e XIV se tornasse um centro comercial significativo, em relação a Veneza. Terá sido nesta época que foi construída a velha cidade que ainda hoje está bem conservada.  
Durante os séculos XIV e XV tiveram lugar vários  pogroms, e em 1496 todos os judeus da Estíria foram expulsos. 
Até à  Primeira Guerra Mundial, Judenburg era lugar para uma guarnição do exército imperial e real. 
Em 1914, o batalhão de caçadores moravos foi acantonado em Judenburg.

## Política
O conselho municipal compreende 31 membros composto desde 2005 por:  :
- 6 ÖVP
- 23 SPÖ
- 1 FPÖ
- 1 KPÖ

Madame Grete Gruber, SPÖ, é a presidente da câmara.

## Naturais da cidade
- Gernot Jurtin, futebolista
- Renate Götschl, campeã de esqui
- Georg Pichler, escritor
- Alf Poier, músico e cantor.
- Josef Riegler, político austríaco
- Herbert Hufnagl, jornalista
- Wolfgang Muthspiel; músico de jazz
- Christian Muthspiel; músico de jazz e pintor
- Kurt Muthspiel; compositor
- Christian Pfannberger; ciclista

## Cidades-gémeas
A cidade de Judenburg encontra-se germinada com as seguintes cidade:
 Altea, Espanha - 1991
 Bad Kötzting, Alemanha - 1991
 Bellagio, Itália - 1991
 Bundoran, Irlanda - 1991
 Granville, França - 1991
 Holstebro, Dinamarca - 1991
 Houffalize, Bélgica - 1991
 Meerssen, the Países Baixos - 1991
 Niederanven, Luxemburgo - 1991
 Preveza, Grécia - 1991
 Sesimbra, Portugal - 1991
 Sherborne, Reino Unido - 1991
 Karkkila, Finlândia - 1997
 Oxelösund, Suécia - 1998
 Chojna, Polónia - 2004
 Kőszeg, Hungria - 2004
 Sigulda, Letónia - 2004
 Sušice, República Checa - 2004
 Türi, Estónia - 2004
 Zvolen, Eslováquia - 2007
 Prienai, Lituânia - 2008
 Marsaskala, Malta - 2009
 Siret, Roménia - 2010